# Болеслав Войтович
Болесла́в Войто́вич (пол. Bolesław Woytowicz; 5 грудня 1899, Дунаївці, нині Хмельницької області — 11 червня 1980, Катовиці) — польський композитор, піаніст, педагог. Учень Вітольда Малішевського та Наді Буланже.

## Біографія
У 1913—1917 роках жив у Кам'янці-Подільському.
Вивчав право, математику та російське мовознавств у Київському та Варшавському університетах. Музиці навчався приватно, згодом у 1921-1924 року Вищій школі музики ім. Ф. Шопена у Варшаві. У 1928-1931 роках стажувався у Надії Буланже в Парижі. 
У Кракові навчав майбутнього композитора Войцеха Кіляра, помітив у нього виконавський талант, допомагав у підготовці до міжнародних конкурсів.
Лауреат Державних премій Польської Народної Республіки (1948, 1950).

## Творчість
У збірці «12 етюдів для фортепіано» (1948) композитор використав нові типи виразності форми, що синтезують романтичні малюнки і нові мелодикоритмічні і ладогармонічні засоби. Тому ця збірка є важливим засобом у підготовці піаністів

## Вшанування пам'яті
У Дунаївцях існує вулиця Болеслава Войтовича.